# Asas
Asas – dźwięk, którego częstotliwość dla asas¹ wynosi około 391,9 Hz. Jest to obniżony za pomocą podwójnego bemola dźwięk a. Dźwięki enharmonicznie równoważne to: g i fisis.